# Igor Djurić (calciatore 1988)
Igor Djurić (Bellinzona, 30 agosto 1988) è un ex calciatore svizzero, di ruolo difensore.

## Carriera

### Club
Inizia la sua carriera calcistica nel'AC Bellinzona. Nell'estate 2006 viene acquistato dall'Udinese Calcio, rimanendovi fino al 2008: nelle stagioni successive, ovvero nel 2008-2009 e nel 2009-2010, va in prestito prima all'AC Arezzo e poi approda nella formazione belga del KAS Eupen. Nel 2010 viene nuovamente riacquistato dall'AC Bellinzona ma in quello stesso anno viene ceduto alla formazione dilettante dei SC Kriens, rimanendovi per 2 stagioni.
Il 14 agosto 2015 gli viene inflitta una squalifica di 12 giornate e una multa di 8000 franchi svizzeri da parte della Swiss Football League, insieme al suo compagno di squadra del Lugano, Patrick Rossini, per aver versato dei premi durante la stagione precedente a dei giocatori dello Sciaffusa in caso di pareggio o vittoria contro il Servette. Il 17 settembre 2015 il Tribunale dei ricorsi ha ridotto notevolmente la pena a 2 giornate di squalifica e ad una multa di 5000 franchi svizzeri.

## Palmarès

### Club

#### Competizioni nazionali
- Challenge League: 2

Lugano: 2014-2015
Neuchâtel Xamax: 2017-2018